# Changan CS95
Changan CS95 — серия среднеразмерных кроссоверов, выпускаемых с 2017 года китайской компанией Changan.

## Описание
Первый серийный вариант Changan CS95 был представлен на автосалоне в Гуанчжоу в 2016 году. На китайский рынок модель вышла в 2017 году. Цены составляют от 159800 до 229800 юаней.
Вместимость автомобиля составляет 5—7 мест. Он оснащается двигателем внутреннего сгорания с турбонаддувом объёмом 2 литра, мощностью 233 л. с. и крутящим моментом 360 Н*м.
При разработке автомобиля этой модели был учтён опыт Land Rover Discovery L462, однако модель позиционируется, как кроссовер. В марте 2019 года автомобиль прошёл рестайлинг. На российском рынке модель продаётся с февраля 2023 года, после второго рестайлинга. Конкурентами модели являются Volkswagen Teramont, Hyundai Palisade и Toyota Highlander. Одновременно с CS95 на российском рынке продаётся Changan CS85.

## Галерея

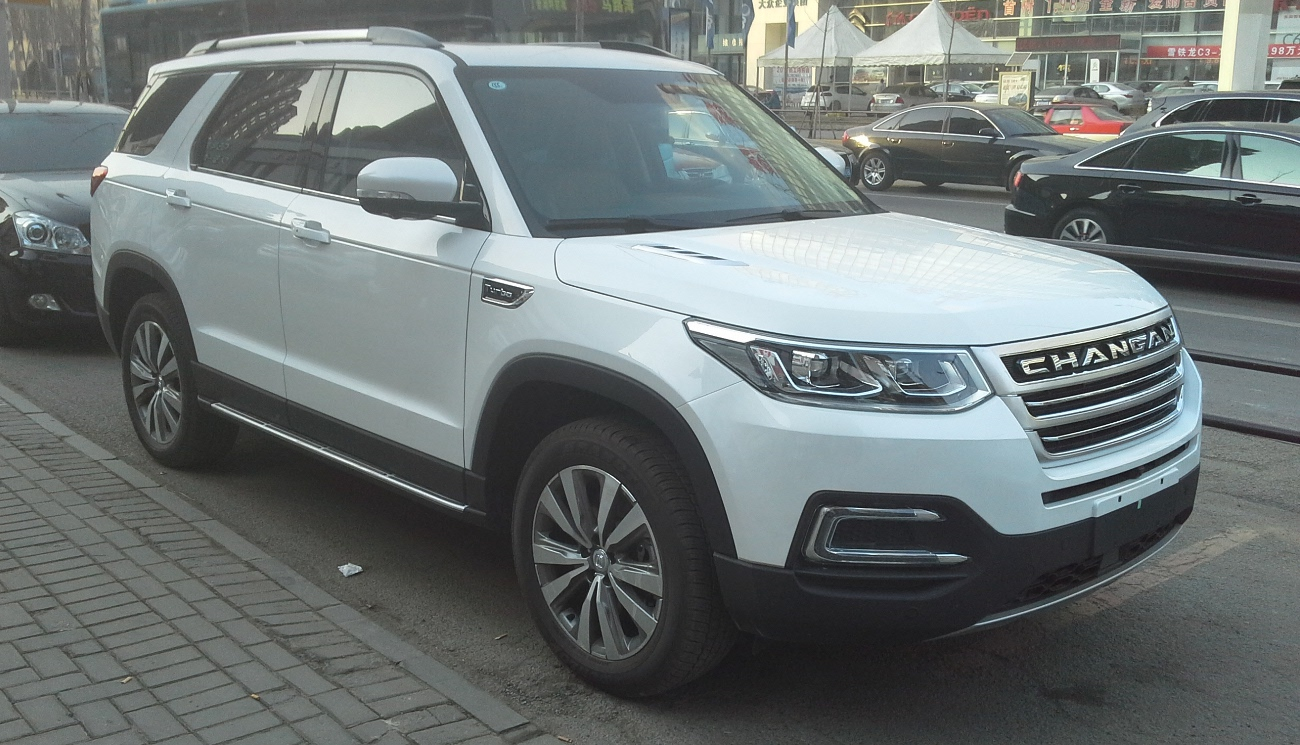
Changan CS95
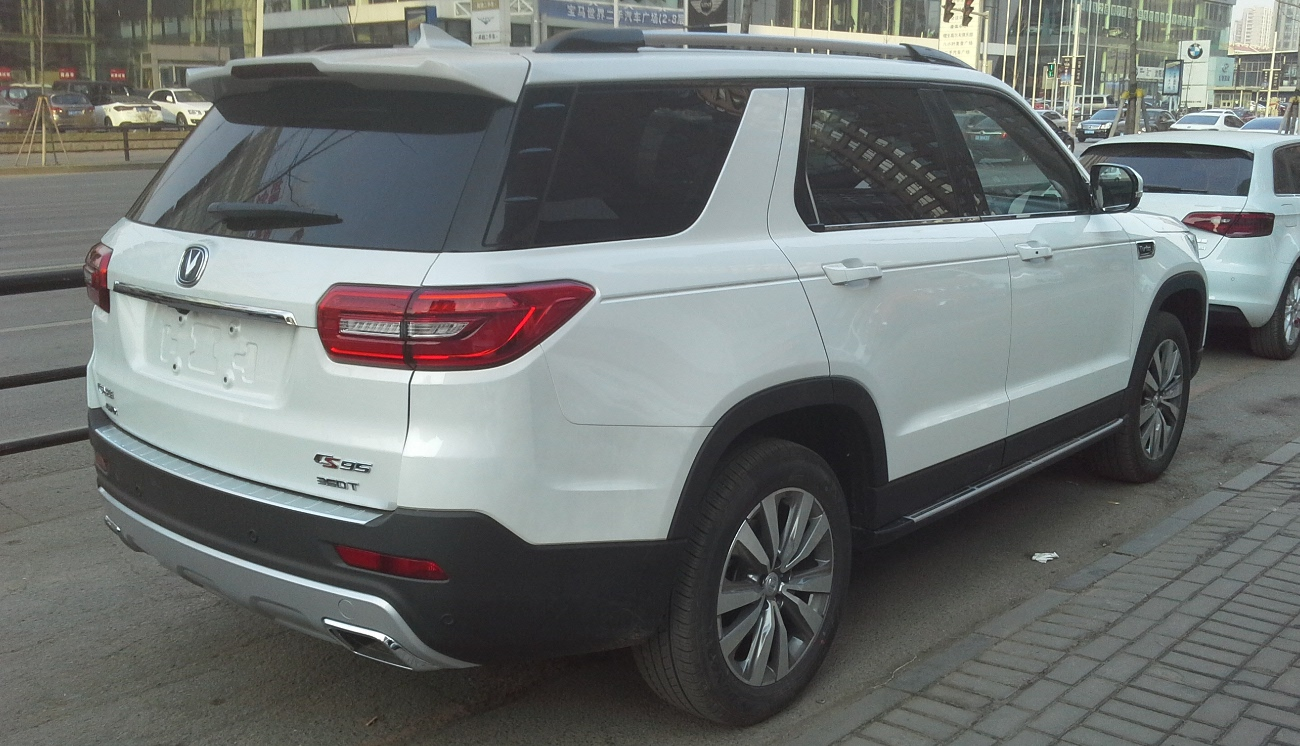
Вид сзади
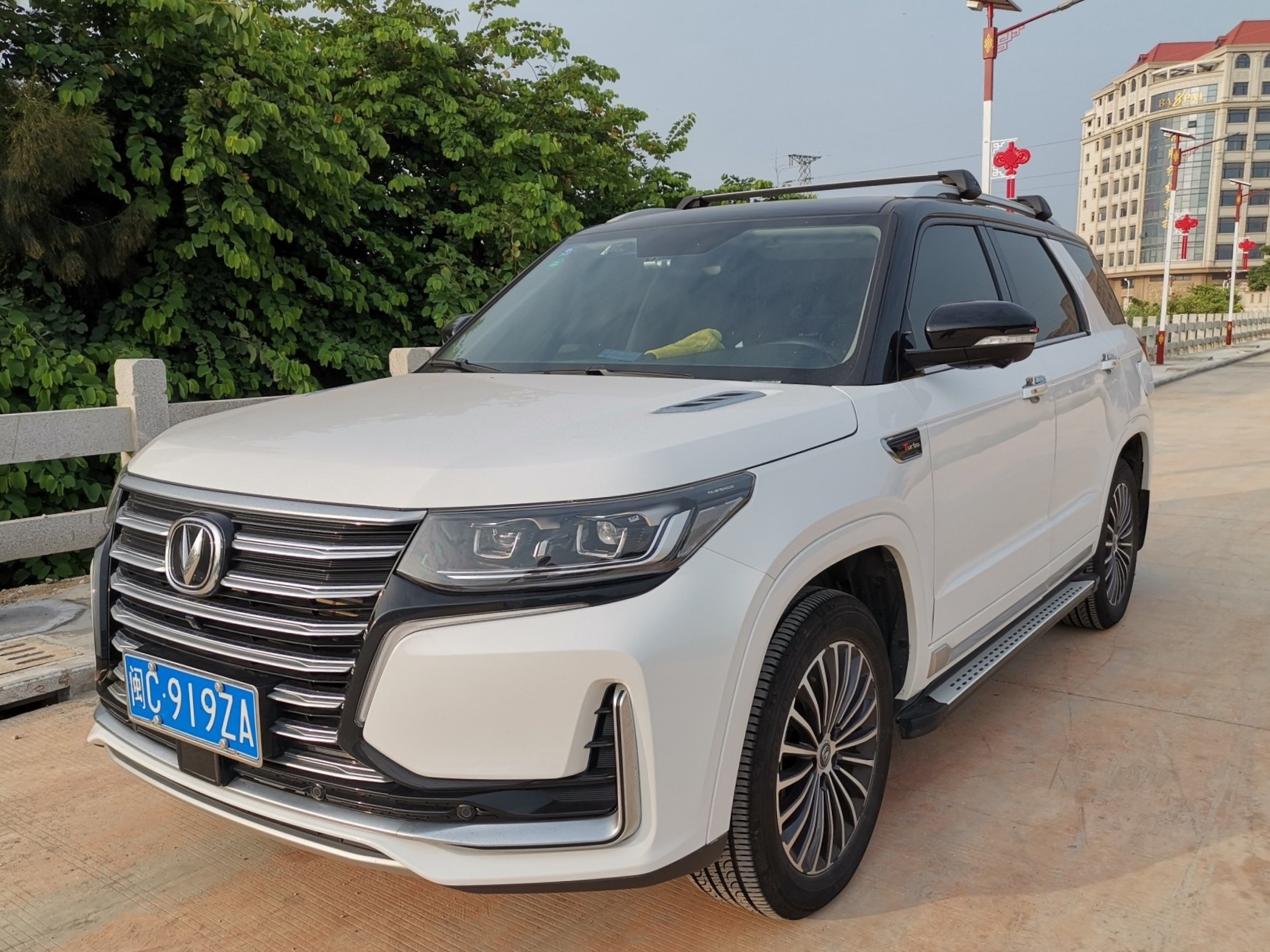
Рестайлинг передней части
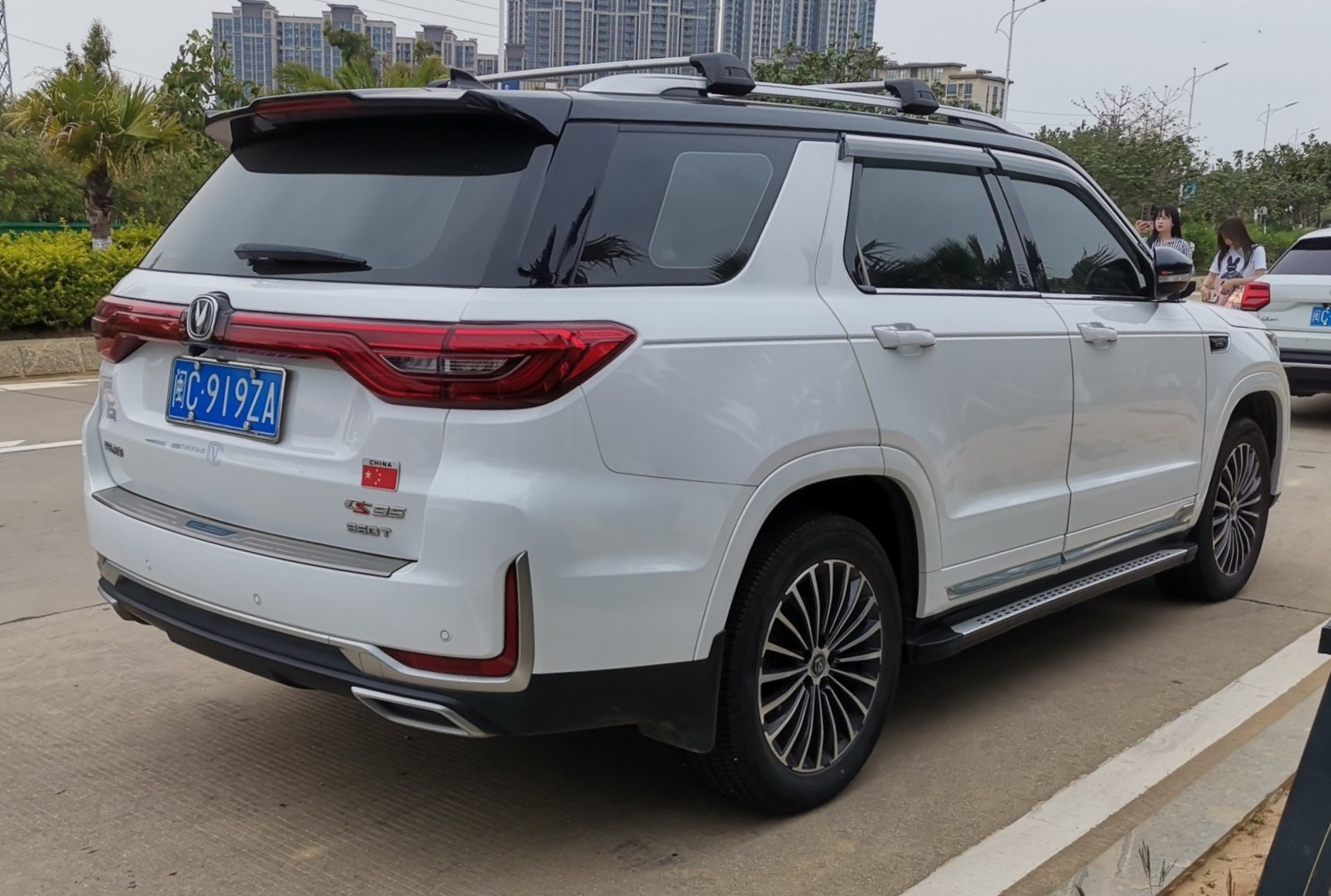
Рестайлинг задней части